# Maillardia
Maillardia is een  geslacht uit de moerbeifamilie (Moraceae). De soorten komen voor op de eilanden in de westelijke Indische Oceaan.

## Soorten
- Maillardia borbonica Duch.
- Maillardia montana Leandri

... · 
Antiaris · 
Artocarpus · 
Broussonetia · 
Castilla · 
Dorstenia · 
Ficus · 
Maclura · 
Morus (Moerbei) · 
Streblus · 
...